# Duttaphrynus wokhaensis
Duttaphrynus wokhaensis é uma espécie de anfíbio anuro da família Bufonidae. Não foi ainda avaliada pela Lista Vermelha do UICN.
É endémica da Índia.